# Deutscher Soldatenfriedhof Recogne-Bastogne

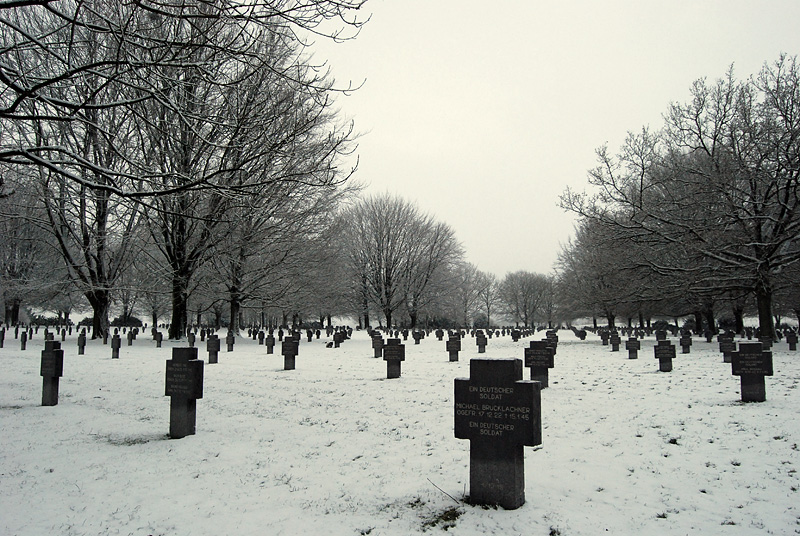

Der deutsche Soldatenfriedhof Recogne-Bastogne liegt in der Nähe der belgischen Stadt Bastogne bei Recogne, südlich der Straße nach Foy. Dort sind 6807 deutsche Soldaten begraben, die im Zweiten Weltkrieg fielen. Am Eingang befindet sich eine Kapelle mit einem Turm aus rotem Sandstein. Der Soldatenfriedhof steht unter der Obhut des Volksbundes Deutsche Kriegsgräberfürsorge.

## Geschichte
Gegen Ende des Zweiten Weltkriegs begann 1944 von deutscher Seite die Ardennenoffensive, die in der Gegend von Bastogne durch die überlegenen amerikanischen Streitkräfte zum Stillstand kam. Etwa 2700 amerikanische und 3000 deutsche Soldaten fielen. Am 4. Februar 1945 wurde mit dem Bau eines Sammelfriedhofs begonnen. 1945 bis 1946 überführten die Amerikaner ihre Toten nach Henri-Chapelle zum dortigen amerikanischen Soldatenfriedhof. Die belgische Regierung begann, deutsche Tote aus dem Grenzgebiet in den deutschen Soldatenfriedhof Recogne-Bastogne umzubetten. 1950 wurde die Verwaltung auf den Volksbund übertragen.